# Vanja Blomberg
Vanja Blomberg (Göteborg, 28 januari 1929) is een Zweeds turnster. 
Blomberg won met de Zweedse ploeg de wereldtitel in de landenwedstrijd in 1950 in het Zwitserse Bazel.
Twee jaar later tijdens de Olympische Zomerspelen 1952 in het Finse Helsinki won Blomberg de gouden medaille in de landenwedstrijd draagbaar gereedschap.

## Resultaten

### Olympische Zomerspelen
| Jaar | Plaats   | Resultaten                                                                              |
| ---- | -------- | --------------------------------------------------------------------------------------- |
| 1952 | Helsinki | in de landenwedstrijd draagbaar gereedschap 4e in de landenwedstrijd 82e in de meerkamp |

### Wereldkampioenschappen turnen
| Jaar | Plaats | Resultaten            |
| ---- | ------ | --------------------- |
| 1950 | Bazel  | in de landenwedstrijd |

1952: Evy Berggren, Vanja Blomberg, Ann-Sofi Colling, Karin Lindberg, Hjördis Nordin, Göta Pettersson, Gun Röring, Ingrid Sandahl ·
1956: Andrea Bodó, Erzsébet Gulyás, Ágnes Keleti, Alíz Kertész, Margit Korondi, Olga Tass